# Chrýsippos
Chrýsippos (řecky Χρύσιππος, latinsky Chrysippus) je v řecké mytologii synem krále Pelopa a jeho milenky, nymfy Axioché.
Král Pelops, vládce v Píse, měl mnoho vlastních synů, z nich nejznámější jsou Átreus a Thyestés, ale později také zplodil nemanželského syna Chrýsippa. Jeho macecha, manželka krále Pelopa Hippodameia rozhodně neměla levobočka v lásce, takže netrvalo dlouho a naváděla své syny Átrea a Thyesta, aby ho zabili, aby ho utopili v studni. Když jí to odmítli, rozhodla se jednat sama.
Chrýsippa unesl thébský král Láios. Věštba mu stanovila, že zahyne rukou vlastního syna, tak nechtěl děti se svou manželkou Iokasté vůbec mít. Proto unesl mladého Chrýsippa, do něhož se navíc zamiloval. Královna Hippodameia vzala pomstu do vlastních rukou, vplížila se v noci do Láiovy ložnice a Chrýsippa probodla. Vražda mohla padnout na vedle ležícího Láia nebýt toho, že posledním dechem umírající Chrýsippos označil za svého vraha macechu Hippodameiu.
To je však jenom jedna z verzí, jako důvody, proč vraždila královna, se označuje její neláska k levobočkovi nebo pomsta Pelopovi za nevěru. Nebo také obavy, že by mohl král Pelops vlastní syny vydědit a svým nástupcem ustanovit Chrýsippa. Nevylučovala se ani sebevražda, kterou Chrýsippos spáchal ze studu.
Následkem toho všeho bylo, že Hippodameia z Théb uprchla a spáchala sebevraždu. Král Pelops vlastní syny proklel do budoucího pokolení a toto prokletí se plně a krvavě vyplnilo. Átreus a Thyestés se povraždili vzájemně, zahynuli také jejich synové Agamemnón a Aigisthos. Thébského krále Láia nakonec podle této kletby zavraždil nevědomky Láiův syn Oidipus.